# Giovanni Maria Capelli
Giovanni Maria Capelli (Parma, 7 de desembre de 1648 – idem. 16 d'octubre de 1726) fou un compositor italià.
El 1690 fou nomenat canonge de la catedral de la seva ciutat natal i al cap de poc temps fou elegit compositor de la cort del gran duc Ranuce.
Per al teatre va escriure l'òpera Rosalinda (Venècia, 1602, i Rovigo, 1717), amb el títol de Ergovia Mascherada; Giulio Flavio Crispo (Venècia, 1722); Mitridate, re di Ponto (Venècia, 1723); també se li atribueix la titulada Guiselda e Climéne.
Hi ha un altre compositor anomenat també Giovanni Maria Capelli, nascut en la mateixa població, però datat mig segle més tard. Però per la semblança tant d'estil com de producció, es podria tractar més aviat de la mateixa persona.